# Rénald Garrido
Pour les articles homonymes, voir Garrido (homonymie).
Rénald Garrido est un boxeur français né le 12 juillet 1983 à Châlons-en-Champagne dans la Marne.

## Carrière
Après avoir grandi à Miramas où il a commencé la boxe, il passe professionnel en 2011. Finaliste du critérium espoir 2012 puis du tournoi de France 2013, Garrido remporte la coupe de la ligue 2014. Après une première tentative infructueuse de devenir champion de France des poids super-légers le 17 décembre 2015 face à Franck Petitjean, il obtient une seconde chance à la suite de sa victoire aux points contre Daouda Sow, médaillé d'argent aux Jeux olympiques de Pékin qui subit à cette occasion sa première défaite dans les rangs professionnels.
Le 27 mai 2016, il s'empare du titre national lors d'une soirée de boxe organisée par son nouveau promoteur Malamine Koné en battant par arrêt de l'arbitre au 4e round Chaquib Fadli. Il perd toutefois ce titre dès le combat suivant le 10 novembre 2016 face à Yazid Amghar.
Sa carrière est marquée par plusieurs surprises comme lors de sa victoire à Liverpool le 19 septembre 2015 contre l'espoir britannique invaincu Bradley Saunders (médaillé mondial dans les rangs amateurs) ou encore le 8 mai précédent en tenant tête a New-York à Serhiy Fedchenko, ancien champion d'Europe WBO (défaite aux points sur décision majoritaire).
Le 15 juillet 2017, il dispute un championnat d'Europe WBO contre Fatih Keles et fait match nul. Le 17 février 2018, il redevient champion de France face à Jean Moraiti.